# Leskovec pri Krškem
Leskovec pri Krškem je naselje južno od Krškega v Občini Krško, ki tvori Mestno četrt Leskovec pri Krškem, eno od dveh mestnih četrti v tej občini.